# Attitude (periodico)
Attitude (a volte anche attitude) è una rivista a tematica LGBT pubblicata nel Regno Unito. È considerata la rivista dedicata prevalentemente a un pubblico gay più popolare nel paese.

## Storia editoriale
Il periodico è stato fondato nel 1994 dal gruppo del Northern and Shell di proprietà di Richard Desmond. Nel 2004 fu venduto a Media Remnant. Da allora la rivista è stata per un breve periodo di proprietà della Giant Clipper and Attitude Publications Ltd e poi della Trojan Publishing Ltd. (proprietaria anche di Fresh, Woman's Fitness e What Diesel?) che ha acquisito i diritti di proprietà intellettuale in Attitude nell'aprile 2008. Divenne poi di proprietà è di Attitude Media Ltd.